# Mentalvårdsmuseet Säter
Mentalvårdsmuseet, från 2022 även känt som Måendets museum, är ett psykiatrihistoriskt museum med koppling till Säters sjukhus i Säter i Dalarna. Museet öppnades 1987 i en tidigare vårdpaviljong från 1912 och har skildrat livet för patienter och personal inom den svenska mentalvården från tidigt 1900-tal till 1990-talet.

## Historia
Museet invigdes 1987 i en av de ursprungliga vårdpaviljongerna på Skönviksområdet vid Säters sjukhus. Utställningarna belyste psykiatrins historia med särskilt fokus på etik, arkitektur, behandlingsmetoder och vardagen inom institutionsvården under 1900-talet. 

### Omvandling till Måendets museum
I februari 2022 beslutade Region Dalarnas kultur- och bildningsnämnd att avveckla museets permanenta utställning och i stället satsa på en mobil museiverksamhet under det nya namnet Måendets museum.
Museet skulle därmed lämna sina fysiska lokaler och ersättas av tillfälliga och turnerande utställningar med fokus på barns och ungas psykiska hälsa samt hur måendet skildras i ett historiskt och nutida perspektiv. Flytten motiverades dels av behovet av nya presentationsformer, dels av byggnadens bristande skick som utgjorde risk för både besökare och föremål. Ett arbete har även inletts för att digitalisera samlingarna och tillgängliggöra dem via ett digitalt arkiv. Regionen har planerat samverkan med Säters kommun kring magasinering och fortsatt lokal förankring på Skönviksområdet.
Efter att ny ledning tillträtt i Region Dalarna meddelades 2022 att de hade för avsikt att låta museet vara kvar och att en flytt inte skulle bli av.

### Samlingar och betydelse
Museets samlingar består av föremål, dokument, bilder och berättelser från mentalvårdens historia. Verksamheten har lyft fram patienters röster och etiska frågeställningar kopplade till vård, tvångsåtgärder och samhällets syn på psykisk ohälsa.